# Prava rusomača
Prava rusomača (torba pastirska, pastirska torbica, lat. Capsella bursa-pastoris) biljka je iz porodice Brassicaceae. Udomaćena je u Europi i Maloj Aziji te je širom svijeta poznata kao korov. Raste u poljima i na zapuštenom tlu. Mlada je biljka jestiva, dok je biljka u cvatu dugo korištena u narodnoj medicini. Osim zelenih jestivi su i mladi zeleni plodovi. U Kini se uzgaja i kao povrće. Biljka sadrži od 60 do 100 mg vitamina C i oko 7 mg vitamina A. Oštar okus potiče od alilnog gorušičinog ulja.

## Uporaba u narodnoj medicini
U narodnoj medicini rusomača se upotrebljava kao adstrigentno sredstvo za liječenje rana kod krvarenja maternice, holecistitisa, bubrežnih kamenaca, reume, gastritisa, dijareje i dizenterije. Postoje dokazi o korištenju nadzemnih dijelova rusomače u narodnoj medicini različitih zemalja kod bolesti srca, malarije, nekih spolno prenosivih bolesti, čireva na želucu i tifusa.

## Kontraindikacije
Ne koristiti kod srčanih bolesti ili bolesti tiroidne žlijezde. Ne koristiti i u slučajevima visokog krvnog tlaka. Ne koristiti u trudnoći!

## Sastav
Rusomača sadrži ramnoglikozid gispin, proteine i tanine, ugljikohidrate, eterično ulje, bursovu kiselinu, kolin i acetilkolin, saponine, fumarnu, jabučnu i limunsku kiselinu, vitamin K, vinsku kiselinu, vitamine  - tiamin, riboflavin, fitonadion, askorbinsku kiselinu, karoten; u sjemenkama - masno ulje (do 20%) i malu količinu alilnog gorušičinog ulja .
Na 100 g svježih listova sadrži u prosjeku 82,1 g vode, 6,42 g ugljikohidrata, oko 6,31 g vlakana, te 3,92 g bjelančevina. Od makroelemenata najzastupljeniji je kalij s 395 mg ,natrij 34 mg, kalcij 292 mg, magnezij 52 mg, fosfor oko 53,9 mg i željezo 4,80 mg. Od mikroelemenata na 100 g listova sadrži oko 90 μg bakra, 830 μg mangana i 452 μg cinka. Od vitamina sadrži prosječno oko 7,4 mg karotenoida i oko 144 mg vitamina C. Sadrži i dosta nitrata - oko 256 mg te malo oksalne kiseline (89 mg / 100 g).

## Vanjske poveznice
PFAF database:  Capsella bursa-pastoris